# Idlib (stad)
Idlib (Arabisch: إِدْلِب) is een plaats in het Syrische gouvernement Idlib en telde 165.000 inwoners in 2010.

## Bevolking
Volgens het Centraal Bureau voor de Statistiek had Idlib in 2004 een bevolking van 98.791 en in 2010 een bevolking van ongeveer 165.000. De inwoners zijn voornamelijk soennitische moslims. Er was een belangrijke christelijke minderheid vóór de Syrische Burgeroorlog, maar de meesten van hen zijn gevlucht toen islamistische groeperingen de overhand begonnen te krijgen in de stad. Idlib is verdeeld in zes hoofddistricten: Ashrafiyeh (de meest bevolkte), Hittin, Hejaz, Downtown, Hurriya en al-Qusur.

## Geschiedenis
De Ebla-tabletten (2350 v.Chr.) vermelden de stad 𒁺𒄷𒆷𒇥𒌝 (du-ḫu-la-bu-um "Duhulabuum") die hoogstwaarschijnlijk in Idlib ligt, zoals voorgesteld door Michael Astour en Douglas Frayne; er bestaat een overeenkomst tussen de klanken van de oude en moderne namen. In de tabletten ligt Duhulabuum 22 km ten zuiden van "Unqi", wat misschien overeenkomt met het moderne Kaukanya; een dorp 22 km ten noordoosten van Idlib. Thoetmosis III noemde de stad ook met de naam Ytḥb.

### Syrische Burgeroorlog
Eind maart 2015, tijdens de Syrische Burgeroorlog, namen strijders van Jabhat al-Nusra de stad in.